# La Ferté-Saint-Samson
La Ferté-Saint-Samson ist eine französische Gemeinde mit 446 Einwohnern (Stand 1. Januar 2022) im Département Seine-Maritime in der Region Normandie.

## Geografie
Die Nachbargemeinden (von Norden aus im Uhrzeigersinn) sind Forges-les-Eaux, Le Fossé, Mésangueville, Argueil, Rouvray-Catillon und Mauquenchy.

## Bevölkerungsentwicklung
| 1962 | 1968 | 1975 | 1982 | 1990 | 1999 | 2006 |
| 512  | 447  | 372  | 319  | 333  | 341  | 415  |

## Söhne- und Töchter der Stadt
- Roger Dorchy (1944–2023), Autorennfahrer